# Ява
Я́ва (индон. Jawa, яв. ꦗꦮ Jawa, сунд. ᮏᮝ Jawa) — остров в группе Больших Зондских островов Малайского архипелага. Входит в состав Индонезии (столица этой страны, Джакарта, расположена на этом острове). С юга омывается водами Индийского океана, с севера — Яванского моря, относящегося к акватории Тихого океана.
Площадь — 132 000 км². Остров является третьим по величине из полностью входящих в состав Индонезии после Суматры и Сулавеси.
Ява является самым населённым островом в мире. По состоянию на 2020 год его население составляет 151,6 млн человек — более 56 % всего населения Индонезии (270 млн жителей). Таким образом, плотность населения здесь составляет почти 1150 чел./км².

## География
Ява находится между Суматрой на западе и Бали на востоке, Борнео на севере и Островом Рождества на юге. Это 13-й по величине остров в мире. Ява окружена Яванским морем на севере, Зондским проливом на западе, Индийским океаном на юге и проливом Бали и проливом Мадура на востоке. Максимальная ширина острова — 210 км, а его длина — более 1000 км.
Ява — почти полностью вулканического происхождения; она содержит тридцать восемь гор, образующих хребет с востока на запад, которые в то или иное время были активными вулканами. Самый высокий вулкан на Яве — гора Семеру (3676 метров). Самым активным вулканом на Яве, а также в Индонезии является гора Мерапи (2930 метров). Всего на Яве насчитывается более 150 гор.
Большое количество гор и возвышенностей помогает разделить рельеф на ряд относительно изолированных регионов, подходящих для выращивания влажного риса; рисовые земли Явы являются одними из самых богатых в мире. Ява находится на первом месте, где выращивается индонезийский кофе, начиная с 1699 года. Сегодня кофе арабика выращивается на плато Иджен мелкими владельцами и крупными плантациями.
Самая длинная река острова — река Соло длиной 600 км. Река начинается в Центральной Яве, затем течёт на северо-восток к своему устью в Яванском море недалеко от города Сурабая. Другие крупные реки: Брантас, Читарум, Чиманук и Серайу.
Средняя температура колеблется от 22 °C до 29 °С; средняя влажность составляет 75 %. Северные прибрежные равнины обычно жарче, в среднем 34 °C в течение дня в сухой сезон. На южном побережье обычно прохладнее, чем на северном, а в высокогорных районах внутри страны ещё прохладнее. Сезон дождей начинается в ноябре и заканчивается в апреле. Во время этого дождя осадки выпадают в основном во второй половине дня и периодически — в течение других сезонов года. Самые влажные месяцы — январь и февраль.
Западная Ява более влажная, чем Восточная Ява, и горные районы получают гораздо больше осадков. На Парахьянганском нагорье Западной Явы ежегодно выпадает более 4000 миллиметров, а на северном побережье Восточной Явы — 900 миллиметров осадков в год.

## История
Ява имеет богатую историю. Здесь были найдены останки питекантропов и явантропов. На Яве зародились государства Матарам, Маджапахит, Демак.

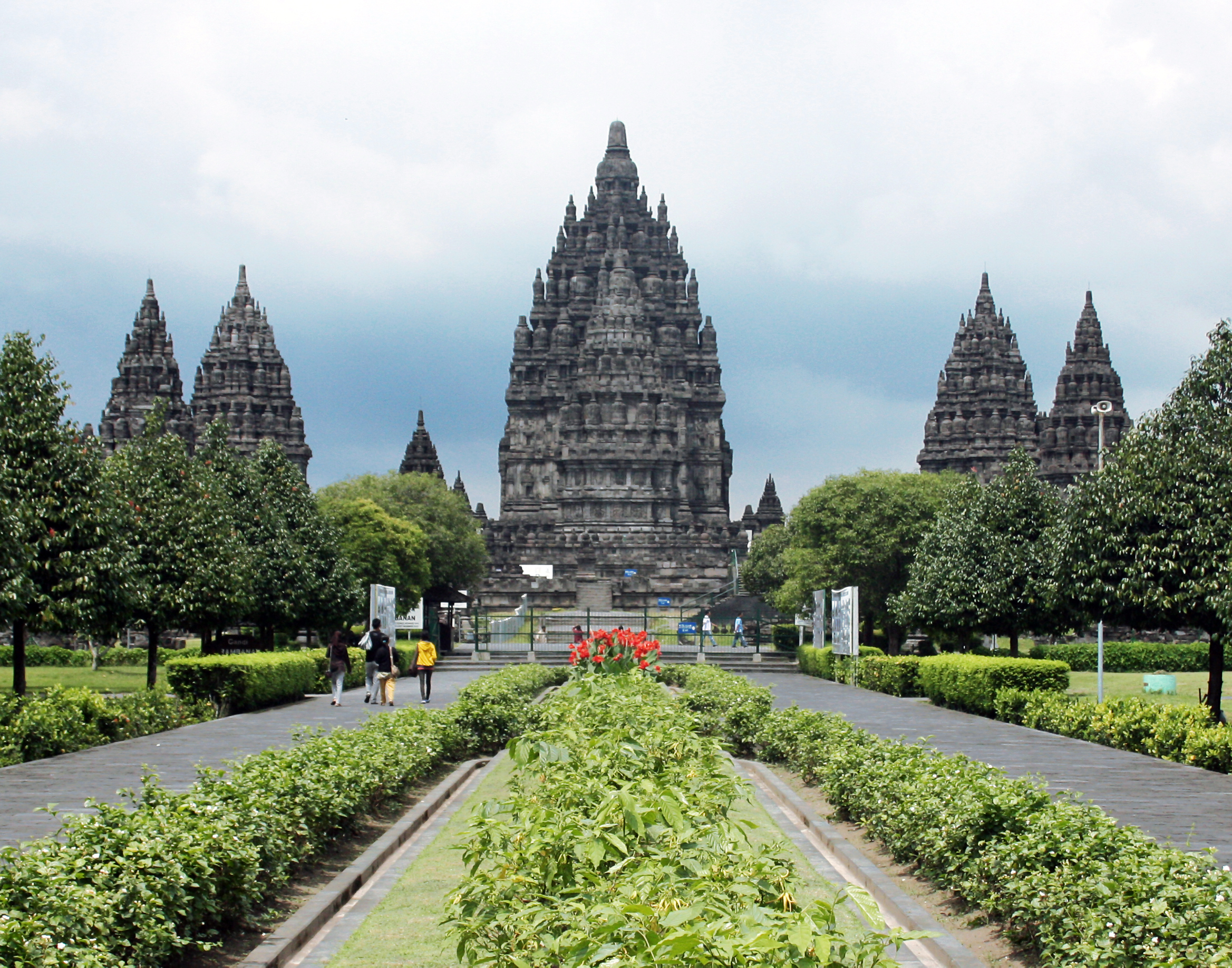
Индуистский храм Прамбанан

Остров Ява был открыт европейцами в 1511 году после взятия Малакки. В том же году главный архитектор Португальской империи Афонсу де Албукерке послал 3 корабля, чтобы отыскать страну, которая производит мускатный орех и гвоздику. Его флотилия проплыла мимо острова, ознакомившись с его северным побережьем. Последнее индуистское королевство на острове, Маджапахит, было разрушено в 1520 году, после чего на острове возникали королевства, существовавшие очень недолго. С южным берегом португальцы до конца XVI века не были знакомы. Ява делилась в то время на султанаты Матарам, Бантам, Джакарта и Черибон. Султаны этих государств предлагали Албукерке свою дружбу, после чего начались торговые отношения.
В 1596 году на берегу султаната Бантам появились голландцы под начальством мореплавателя Хаутмана, но они ничего важного не достигли. В 1602 году была основана Голландская Ост-Индская компания, которая постепенно вытеснила с Явы португальцев, отнимая у них рынок за рынком, а против английских поселенцев на островах Банда пустила в ход всевозможные интриги. В 1603 году Голландская Ост-Индская компания утвердилась в Джакарте, в 1604 году — в Бантаме. И уже в 1610 году Голландская Ост-Индская компания основала собственную факторию.
В марте 1619 года голландцы завоевали Джакарту, уничтожив город, на этом месте они основали Батавию, которая стала столицей восточных владений Голландии. Овладев Черибон и понемногу ослабив Матарам, в 1678 году голландцы заставили его хозяина признать свою зависимость от Голландии. В 1683 году голландцы заставили султана Бантама отдать им свою столицу, в 1742 году это государство стало частью Голландской Ост-Индской компании. В 1749 году от Матарама отделилось султанство Джокьякарта, когда нападение макассарцев и мадурцев угрожало гибелью султану Матарама, он вынужден был обратиться за помощью к голландцам, которые прогнали врагов, но за это заставили его признать себя в зависимости от Голландии, а затем в середине XVIII века произвольно разделили царство на две части, отдав одну законному наследнику престола, который получил титул сусухунана, а другую — его дальнему родственнику. С этого времени правители жили в строгом подчинении голландцам, которые приставили к их дворам резидентов, наложили на них различные ограничения и при их столицах построили форты.
Во время власти Наполеона Ява на некоторое время попала под контроль Англии (1811—1816), а затем снова вернулась под управление Голландии по Парижскому мирному договору 1815 года. После ряда восстаний в 1820—1830-х годах голландцы окончательно утвердились на острове: были проложены дороги, введена разумная система управления. Летом 1883 года извержение вулкана Кракатау и страшное землетрясение нанесло огромный ущерб острову, лишив жизни до 40 тысяч человек.
В начале XX века 99 % населения Явы составляли местные малайские народности, исповедовавшие ислам суннитского направления. Христиан насчитывалось лишь 20 тысяч человек, брахманистов (вокруг горы Теангер) — 3 тысячи. Колониальные власти, владельцы и хозяева плантаций, оптовые торговцы вместе насчитывали около 35 тысяч человек. Китайской эмиграции противодействовали административными и законодательными препятствиями, но уже в то время их численность превышала численность европейцев. Небольшую общину составляли также мусульмане-арабы и малайцы, в основном матросы и владельцы судов.
Экономика острова носила аграрный характер, промышленность была кустарно-ремесленной (крашение тканей батик, изготовление кинжалов «крис» и музыкальных инструментов гамелан). 2 тысячи километров железных дорог заменили целую сеть колёсных путей. Главными товарами ввоза были хлопковая пряжа, ткани, железо и металлические изделия, сушёная и вяленая рыба. Вывозили: сахар, кофе, табак, чай, индиго, цинхону, рис. К тому времени на острове работало более 450 частных и государственных начальных школ, в которых обучалось около 65 тысяч учащихся.
Система правосудия на острове состояла из двух ветвей: европейские суды для европейцев и местные суды для туземцев, которые руководствовались законами, заложенными в адат (обычаи) и шариат (Коран).
В 1942—1945 годах Ява была оккупирована Японией, сейчас является частью республики Индонезия.
После революции и до Второй мировой войны на острове Ява существовала русская колония и имелась православная церковь.

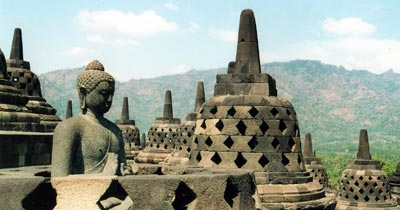
Храм Боробудур
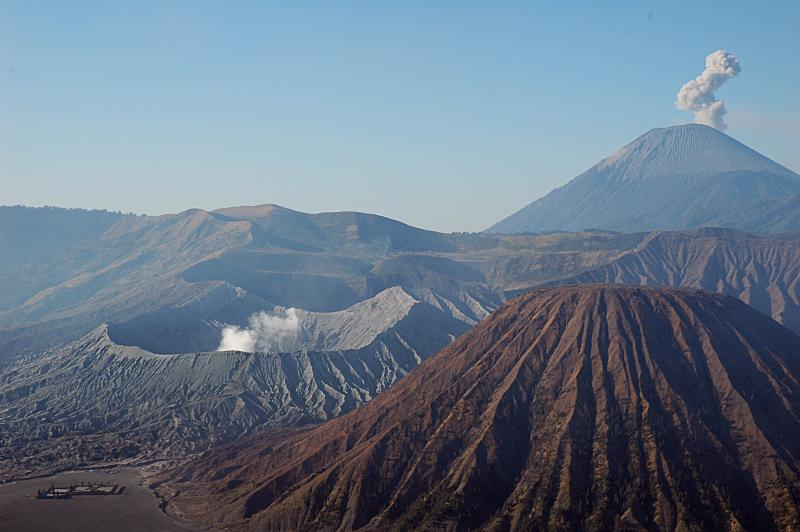
Вулканы Бромо (слева, 2329 м) и Семеру (справа, 3676 м).

## Административное деление

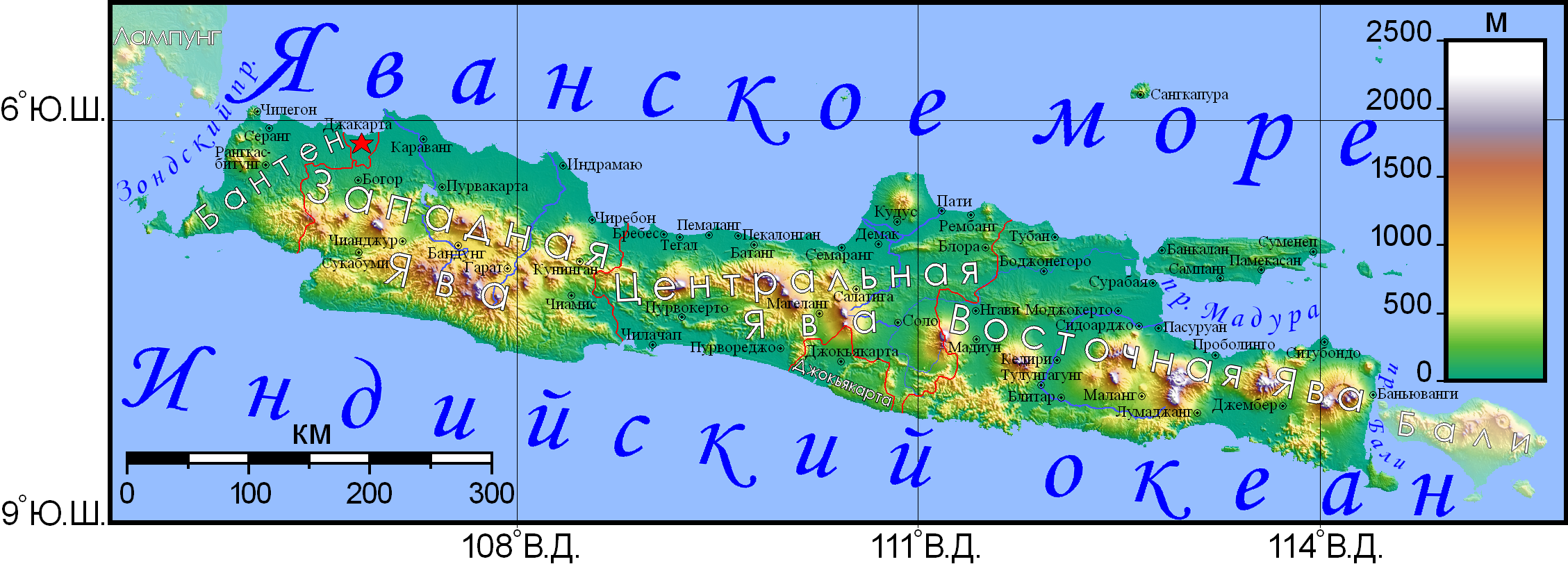
Провинции Явы

| № | Провинция         | Административный центр | Площадь, км² | Население, тыс. чел. (2010) |
| - | ----------------- | ---------------------- | ------------ | --------------------------- |
| 1 | Бантен            | Серанг                 | 9019         | 10 632                      |
| 2 | Западная Ява      | Бандунг                | 36 925       | 43 054                      |
| 3 | Центральная Ява   | Семаранг               | 32 800       | 32 383                      |
| 4 | Восточная Ява     | Сурабая                | 46 690       | 37 477                      |
| 5 | округ Джакарта    | Джакарта               | 740          | 9608                        |
| 6 | округ Джокьякарта | Джокьякарта            | 3133         | 3458                        |

## Население
Самый населённый остров в мире: по состоянию на 2020 здесь проживает 151,6 млн человек — более 56 % всего населения Индонезии. Плотность населения — 1148,28 чел./км². Большинство населения составляют яванцы, проживающие в основном в центральной и восточной частях острова. Крупнейшим из национальных меньшинств являются сунданцы, населяющие западную оконечность Явы. Также проживают представители многих других народов Индонезии. Абсолютное большинство островитян — мусульмане, однако имеются и довольно значительные общины последователей других религий.

## Достопримечательности
На острове находится главная достопримечательность Индонезии — храм Боробудур. Эта святыня буддистской религии представляет собой модель буддистской космологии. Храм является самым большим в мире буддистским сооружением, входит в список важнейших архитектурно-исторических памятников ЮНЕСКО и относится к объектам всемирного наследия.
Также на острове Ява находится древнейший комплекс индуистских храмов Прамбанан, второй по размерам индуистский храм в мире (после Ангкор-Ват), расположенный в окрестностях города Джокьякарта. Этот архитектурный памятник считается одним из величайших достижений индонезийской культуры и является одним из самых важных объектов Всемирного наследия ЮНЕСКО. Он состоит из 240 храмов различных размеров и форм, построенных в период между IX и X веками во времена процветания индуизма в регионе. Центральный храм комплекса, посвященный богу Шиве, имеет высоту более 47 метров и украшен изображениями богов, демонов и сценами из индуистской мифологии. Рядом с ним находятся храмы, посвященные богине Дурга и богам Вишну и Брахме.
Культурным и историческим значением обладает также национальный парк Бромо-Тенгер-Семеру, занимающий площадь около 800 квадратных километров и включающий в себя несколько вулканов. На его территории находятся реликтовые деревни и археологические объекты. Национальный парк Бромо-Тенгер-Семеру также представляет интерес для ученых, занимающихся исследованием вулканических образований и экосистем.